# Lasiodiplosis homotomus
Lasiodiplosis homotomus är en tvåvingeart som först beskrevs av Jean-Jacques Kieffer 1911.  Lasiodiplosis homotomus ingår i släktet Lasiodiplosis och familjen gallmyggor.
Artens utbredningsområde är Seychellerna. Inga underarter finns listade i Catalogue of Life.